# Valet i Angola 1992
Allmänna val hölls i Angola den 29 och 30 september 1992 för att välja president och Nationalförsamling. Det var första gången som flerpartival hölls i landet. Valen skedde enligt den plan för demokratisk utveckling som lades fram i rapporten Bicesse Accord den 31 maj 1991. Röstdeltagandet var 91,3% för parlamentsvalen och 91,2% för presidentvalet. Det sittande partiet MPLA vann enligt officiella siffror båda valen, men UNITA bestred valresultatet och hävdade att valet var riggat. Som ett resultat av denna kontrovers återupptogs inbördeskriget.